# Presidente do Partido Social Democrata (Portugal)
O Presidente do Partido Social Democrata é a figura política mais importante do Partido Social Democrata. O cargo é atualmente ocupado por Luís Montenegro desde 2022.

## História
De 1974 a 1976, o cargo mais importante do partido era o de secretário-geral, mas, durante o III e IV Congressos do Partido Social Democrata, realizados a 30 e 31 de outubro de 1976, com uma reforma dos estatutos, o cargo de presidente foi criado, passando a ser o mais relevante.

## Eleição
De acordo com o artigo 72.º dos estatutos do partido, "O Presidente da Comissão Política Nacional é eleito [diretamente] em simultâneo com a eleição dos Delegados das Secções até ao 10º dia anterior à data do Congresso convocado para a eleição da Comissão Política Nacional e demais órgãos nacionais.".. Para poder concorrer às eleições diretas, as candidaturas "devem ser subscritas por um mínimo de 1500 militantes com capacidade eleitoral"

## Funções
De acordo com o artigo 23.º dos estatutos do partido, cabe ao Presidente:
- Apresentar publicamente a posição do Partido sobre as matérias da competência da Comissão Política Nacional;
- Representar o Partido perante os órgãos de Estado e os demais Partidos;
- Presidir à Comissão Política Nacional;
- Conduzir as relações internacionais do Partido de acordo com as grandes linhas de orientação aprovadas pelo Conselho Nacional e propor à Comissão Política Nacional o regulamento e a composição da Comissão de Relações Internacionais;
- Nomear os membros do Conselho Estratégico previsto nos n.ºs 1 e 2 do artigo 78º.

De acordo com a Lei das precedências do Protocolo do Estado Português, o presidente do PSD, a não ser que seja primeiro-ministro ou líder da oposição, tal como os líderes de outros partidos com assento parlamentar, é o 16º ordem de precedência no Protocolo de Estado Português.

## Presidentes do Partido Social Democrata
| #  | Presidente (Nascimento-Morte)                            | Retrato                                | Círculo eleitoral                                   | Início do mandato       | Fim do mandato        | Eleições | Primeiro-Ministro (mandato) | Primeiro-Ministro (mandato)        |
| -- | -------------------------------------------------------- | -------------------------------------- | --------------------------------------------------- | ----------------------- | --------------------- | -------- | --------------------------- | ---------------------------------- |
| 1  | Francisco Manuel Lumbrales de Sá Carneiro (1934–1980)    |                                        | Porto                                               | 31 de outubro de 1976   | 11 de novembro 1977   |          |                             | Mário Soares 1976-1978             |
| 2  | António Luciano Pacheco de Sousa Franco (1942–2004)      |                                        | Lisboa                                              | 11 de novembro 1977     | 15 de abril 1978      |          |                             | Mário Soares 1976-1978             |
| 3  | José Manuel Menéres Sampaio Pimentel (1928–2014)         |                                        | Lisboa                                              | 15 de abril 1978        | 2 de julho 1978       |          |                             | Mário Soares 1976-1978             |
| 3  | José Manuel Menéres Sampaio Pimentel (1928–2014)         | Alfredo Nobre da Costa 1978            | Lisboa                                              | 15 de abril 1978        | 2 de julho 1978       |          |                             |                                    |
| 3  | José Manuel Menéres Sampaio Pimentel (1928–2014)         | Carlos Alberto da Mota Pinto 1978-1979 | Lisboa                                              | 15 de abril 1978        | 2 de julho 1978       |          |                             |                                    |
| -  | Francisco Manuel Lumbrales de Sá Carneiro (1934–1980)    |                                        | Porto                                               | 2 de julho 1978         | 4 de dezembro de 1980 |          |                             |                                    |
| -  | Francisco Manuel Lumbrales de Sá Carneiro (1934–1980)    | Maria de Lourdes Pintasilgo 1979-1980  | Porto                                               | 2 de julho 1978         | 4 de dezembro de 1980 |          |                             |                                    |
| -  | Francisco Manuel Lumbrales de Sá Carneiro (1934–1980)    | O próprio 1980                         | Porto                                               | 2 de julho 1978         | 4 de dezembro de 1980 |          |                             |                                    |
| 5  | Francisco José Pereira Pinto Balsemão (1937–)            |                                        | Lisboa (1975-1980) Porto (1980-1983)                | 13 de dezembro 1980     | 27 de fevereiro 1983  |          |                             | O próprio 1981-1983                |
| 6  | Nuno Aires Rodrigues dos Santos (1910–1984)              |                                        | Lisboa                                              | 27 de fevereiro 1983    | 25 de março de 1984   |          |                             | Francisco Pinto Balsemão 1981-1983 |
| 6  | Nuno Aires Rodrigues dos Santos (1910–1984)              | Mário Soares 1983-1985                 | Lisboa                                              | 27 de fevereiro 1983    | 25 de março de 1984   |          |                             |                                    |
| 7  | Carlos Alberto da Mota Pinto (1936–1985)                 |                                        | Coimbra                                             | 25 de março de 1984     | 10 de fevereiro 1985  |          |                             |                                    |
| 8  | Rui Manuel Parente Chancerelle de Machete (1940–)        |                                        | Setúbal (1976-1980) Lisboa (1985-1995)              | 10 de fevereiro de 1985 | 19 de maio de 1985    |          |                             |                                    |
| 9  | Aníbal António Cavaco Silva (1939–)                      |                                        | Lisboa                                              | 19 de maio 1985         | 19 de fevereiro 1995  |          |                             |                                    |
| 9  | Aníbal António Cavaco Silva (1939–)                      | O próprio 1985-1995                    | Lisboa                                              | 19 de maio 1985         | 19 de fevereiro 1995  |          |                             |                                    |
| 10 | Joaquim Fernando Nogueira (1950–)                        |                                        | Porto                                               | 19 de fevereiro 1995    | 31 de março 1996      |          |                             | Aníbal Cavaco Silva 1985-1995      |
| 10 | Joaquim Fernando Nogueira (1950–)                        | António Guterres 1995-2002             | Porto                                               | 19 de fevereiro 1995    | 31 de março 1996      |          |                             |                                    |
| 11 | Marcelo Nuno Duarte Rebelo de Sousa (1948–)              |                                        | Lisboa                                              | 31 de março de 1996     | 1 de maio de 1999     |          |                             |                                    |
| 12 | José Manuel Durão Barroso (1956–)                        |                                        | Lisboa (1985-1987; 1995-2004) Viseu (1987-1995)     | 2 de maio 1999          | 30 de junho 2004      |          |                             |                                    |
| 12 | José Manuel Durão Barroso (1956–)                        | O próprio 2002-2004                    | Lisboa (1985-1987; 1995-2004) Viseu (1987-1995)     | 2 de maio 1999          | 30 de junho 2004      |          |                             |                                    |
| 12 | José Manuel Durão Barroso (1956–)                        | Pedro Santana Lopes 2004-2005          | Lisboa (1985-1987; 1995-2004) Viseu (1987-1995)     | 2 de maio 1999          | 30 de junho 2004      |          |                             |                                    |
| 13 | Pedro Miguel de Santana Lopes (1956–)                    |                                        | Lisboa (1980-1995; 2005-2009) Coimbra (1999-2002)   | 30 de junho 2004        | 10 de abril 2005      |          |                             | O próprio 2004-2005                |
| 13 | Pedro Miguel de Santana Lopes (1956–)                    | José Sócrates 2005-2011                | Lisboa (1980-1995; 2005-2009) Coimbra (1999-2002)   | 30 de junho 2004        | 10 de abril 2005      |          |                             |                                    |
| 14 | Luís Manuel Gonçalves Marques Mendes (1957–)             |                                        | Braga (1995-1999) Aveiro (1999-2009)                | 8 de abril 2005         | 12 de outubro de 2007 | 2006     |                             |                                    |
| 15 | Luís Filipe de Menezes Lopes (1953–)                     |                                        | Porto                                               | 12 de outubro de 2007   | 20 de junho de 2008   | 2007     |                             |                                    |
| 16 | Maria Manuela Dias Ferreira Leite (1940–)                |                                        | Évora (1995-1999) Lisboa (1999-2011)                | 20 de junho de 2008     | 9 de abril de 2010    | 2008     |                             |                                    |
| 17 | Pedro Manuel Mamede Passos Coelho (1964–)                |                                        | Lisboa (1991-1999; 2015-2018) Vila Real (2011-2015) | 9 de abril de 2010      | 16 de fevereiro 2018  | 2010     |                             |                                    |
| 17 | Pedro Manuel Mamede Passos Coelho (1964–)                | 2012                                   | Lisboa (1991-1999; 2015-2018) Vila Real (2011-2015) | 9 de abril de 2010      | 16 de fevereiro 2018  |          | O próprio 2011-2015         |                                    |
| 17 | Pedro Manuel Mamede Passos Coelho (1964–)                | 2014                                   | Lisboa (1991-1999; 2015-2018) Vila Real (2011-2015) | 9 de abril de 2010      | 16 de fevereiro 2018  |          | O próprio 2011-2015         |                                    |
| 17 | Pedro Manuel Mamede Passos Coelho (1964–)                | 2016                                   | Lisboa (1991-1999; 2015-2018) Vila Real (2011-2015) | 9 de abril de 2010      | 16 de fevereiro 2018  |          | António Costa 2015-2024     |                                    |
| 18 | Rui Fernando da Silva Rio (1957–)                        |                                        | Porto                                               | 16 de fevereiro 2018    | 1 de julho 2022       | 2018     | António Costa 2015-2024     |                                    |
| 18 | Rui Fernando da Silva Rio (1957–)                        | 2020                                   | Porto                                               | 16 de fevereiro 2018    | 1 de julho 2022       |          | António Costa 2015-2024     |                                    |
| 18 | Rui Fernando da Silva Rio (1957–)                        | 2021                                   | Porto                                               | 16 de fevereiro 2018    | 1 de julho 2022       |          | António Costa 2015-2024     |                                    |
| 19 | Luís Filipe Montenegro Cardoso de Morais Esteves (1973–) |                                        | Aveiro (2002-2018) Lisboa (2024-...)                | 1 de julho de 2022      | presente              | 2022     | António Costa 2015-2024     |                                    |
| 19 | Luís Filipe Montenegro Cardoso de Morais Esteves (1973–) |                                        | Aveiro (2002-2018) Lisboa (2024-...)                | 1 de julho de 2022      | presente              | 2022     | António Costa 2015-2024     |                                    |
| 19 | Luís Filipe Montenegro Cardoso de Morais Esteves (1973–) | O próprio 2024-presente                | Aveiro (2002-2018) Lisboa (2024-...)                | 1 de julho de 2022      | presente              | 2022     |                             |                                    |

### Lista de ex-presidentes vivos
| Nome                      | Mandato(s) | Idade              |
| ------------------------- | ---------- | ------------------ |
| Francisco Pinto Balsemão  | 1980-1983  | 87 anos e 201 dias |
| Rui Machete               | 1985       | 84 anos e 348 dias |
| Aníbal Cavaco Silva       | 1985-1995  | 85 anos e 249 dias |
| Fernando Nogueira         | 1995-1996  | 74 anos e 360 dias |
| Marcelo Rebelo de Sousa   | 1996-1999  | 76 anos e 99 dias  |
| José Manuel Durão Barroso | 1999-2004  | 68 anos e 363 dias |
| Pedro Santana Lopes       | 2004-2005  | 68 anos e 265 dias |
| Luís Marques Mendes       | 2005-2007  | 67 anos e 197 dias |
| Luís Filipe Menezes       | 2007-2008  | 71 anos e 139 dias |
| Manuela Ferreira Leite    | 2008-2010  | 84 anos e 108 dias |
| Pedro Passos Coelho       | 2010-2018  | 60 anos e 240 dias |
| Rui Rio                   | 2018-2022  | 67 anos e 227 dias |